# Le sette trame fondamentali
The Seven Basic Plots: Why We Tell Stories (Le sette trame fondamentali: perché raccontiamo storie) è un libro del 2004 di Christopher Booker che contiene un'analisi junghiana delle storie e del loro significato psicologico. Booker lavorò al libro per 34 anni.

## Riassunto

### La meta-trama
La meta-trama inizia con la fase di anticipazione, in cui l'eroe/eroina viene chiamato all'avventura. Questa viene seguita dalla fase del sogno, in cui inizia l'avventura, l'eroe/eroina riscuote qualche successo, e guadagna l'illusione di invincibilità. Questa viene seguita dalla fase di frustrazione, in cui l'eroe/eroina affronta il nemico per la prima volta, e l'illusione di invincibilità viene persa. La situazione peggiora nella fase di incubo, che è l'apice della tensione drammatica, in cui tutto sembra perduto. Alla fine, nella fase di risoluzione, l'eroe/eroina supera ogni difficoltà e ne esce vincitore.
La tesi chiave del libro è: "Non importa quanti personaggi possano apparire in una storia, la figura centrale rimane una sola: l'eroe o l'eroina: è la figura col cui destino noi ci identifichiamo, man mano che lo vediamo crescere gradualmente verso una auto-realizzazione che segna la fine della storia. È in relazione a questa figura centrale che tutti gli altri personaggi di una storia assumono il loro significato. Ciò che ciascuno degli altri personaggi rappresenta è in realtà solo un aspetto dello stato interiore dell'eroe o eroina stessa."

### Le trame

#### Affrontare il mostro
Definizione: Il/la protagonista si propone di sconfiggere una forza antagonista (spesso malvagia) che minaccia la sua patria.
Esempi: Perseo, Teseo, Beowulf, Dracula, Nicholas Nickleby, I Sette Samurai (e il suo remake western I magnifici sette), James Bond, Star Wars.

#### Dalle stalle alle stelle
Definizione: Il protagonista povero e/o sfortunato acquisisce potere, ricchezza e/o un(a) compagno/a, perde tutto e poi lo riacquisisce. Il risultato è la sua crescita personale.
Esempi: Cenerentola, Aladdin, Great Expectations, David Copperfield, Il Principe e il Povero.

#### La ricerca
Definizione: il/la protagonista e i suoi compagni si mettono in viaggio per acquisire un oggetto importante o per raggiungere un luogo. Lungo la strada affrontano tentazioni e altri ostacoli.
Esempi: L'Odissea, Il Signore degli Anelli, Apocalypse Now.

#### Il viaggio (andata e ritorno)
Definizione: Il/la protagonista si reca in una terra sconosciuta e, dopo aver superato le minacce che pone, ritorna avendo acquisito esperienza.
Esempi: Alice nel paese delle meraviglie, Riccioli d'oro e i tre orsi, Orfeo, The Hobbit, Via col vento.

#### La commedia degli equivoci
Definizione: stile leggero e umoristico con un finale felice o allegro; un testo in cui il motivo centrale è il trionfo sulle circostanze avverse, con una conclusione felice o di successo. [3] Booker fa in modo di sottolineare che la commedia è più del semplice umorismo. Si riferisce a un modello in cui a causa degli equivoci la situazione diventa sempre più confusa, ma alla fine è resa chiara in un singolo evento di chiarimento. La maggior parte delle commedia romantiche rientrano in questa categoria.
Esempi: Sogno di una notte di mezz'estate, Molto rumore per nulla, Il diario di Bridget Jones, Quattro matrimoni e un funerale.

#### Tragedia
Definizione: un difetto caratteriale del(la) protagonista o un suo grande errore diventa la sua rovina. La sua sfortunata fine evoca pietà per la sua follia e per la caduta in basso di un personaggio fondamentalmente buono.
Esempi: Macbeth, Il ritratto di Dorian Gray, Carmen, Bonnie e Clyde, Jules et Jim, Anna Karenina, Madame Bovary, Romeo e Giulietta, Giulio Cesare.

#### Rinascita
Definizione: un evento obbliga il protagonista a cambiare i propri modi e spesso diventa una persona migliore. Esempi: Il principe ranocchio, La bella e la bestia, Racconto di Natale.

### La regola del 3
Spesso le cose appaiono tre volte. Vi è una crescente tensione e il terzo evento diventa "il grilletto finale per qualcosa di importante che accade". Siamo stati abituati a questo modello da fiabe come Riccioli d'oro e i tre orsi, Cenerentola e Cappuccetto Rosso. Nelle storie per adulti, il 3 può esprimere l'elaborazione graduale di un processo che porta alla trasformazione. Questa trasformazione può essere verso il basso o verso l'alto. Booker afferma che la Regola del Tre è espressa in quattro modi:
1. Il tre semplice o cumulativo, ad esempio, le tre visite di Cenerentola al ballo.
2. Il tre ascendente, dove ogni evento ha più significato del precedente, per esempio, l'eroe deve ottenere prima l'oggetto bronzo, poi d'argento, poi d'oro.
3. Il tre contrapposto, dove solo il terzo ha un valore positivo, per esempio, I tre porcellini, due delle cui case vengono abbattute dal Lupo Cattivo.
4. La forma finale o dialettica del tre, dove, come per Riccioli d'oro e le sue ciotole di fiocchi d'avena, il primo è sbagliato in un modo, il secondo in un modo opposto, e il terzo è "giusto".[3]

## Precursori
- William Foster-Harris' The Basic Patterns of Plot stabilisce una teoria di 3 trame fondamentali.[4]
- Ronald B. Tobias teorizza 20 trame fondamentali nel libro 20 Master Plots.[4]
- The Thirty-Six Dramatic Situations di Georges Polti.[4]
- Molte di queste trame possono essere viste come rimaneggiamenti del lavoro di Joseph Campbell sul viaggio dell'eroe in The Hero with a Thousand Faces.